# 16世紀香港
|        | 香港大事記 \| 香港歷史年表             |
| 世紀： | 15世紀香港 \| 16世紀香港 \| 17世紀香港 |

## 大事記
- 發生屯門海戰。1521年（明正德16年）至1522年（明嘉靖元年），香港西部地區爆發了中、葡兩國的首次武力戰爭，這也是中國和西方殖民者之間的首次正面交鋒。葡萄牙殖民者對香港等地覬覦已久。早在1511年（明正德6年），就出兵佔領了明王朝的敕封之國滿刺加（今馬六甲），隨即到中國沿海騷擾，剽竊行旅，販運違禁物品。1514年（明正德9年），葡使阿爾佛留斯率船隊初次抵達中國，停泊在澳門附近的上川島、浪白澳，要求進行貿易未果，遂在屯門（一說大嶼山）勘察地形，搜集情報，並樹立石碑，上刻葡萄牙國徽。1517年（明正德12年）8月，比利·安刺德帶着葡萄牙國王曼紐爾一世的書信，率艦船8艘抵達廣州，要求拜見正德皇帝，遭到拒絕。比利不但不離去，反而武力侵佔屯門、南頭等地，並安營紮寨，勞役中國居民。1518年（明正德13年），比利的弟弟西門在葵涌一帶，私造火槍，殺人搶船，十分猖獗，不斷激起香港人民的反抗。1520年（明正德15年），比利一行北上覲見，被逐出北京。於是，明朝御史邱道隆、何驁上奏朝廷，主張用武力驅逐肆無忌憚的葡萄牙殖民者。1521年，明朝准奏，命廣東按察使汪鋐巡視海道，驅逐葡萄牙人。8月，汪鋐在屯門軍民的支持下與入侵者展開了一場血戰。他招募船隻，裝載枯柴，灌以脂膏，趁南風火燒葡船，並遣善泳之人潛入水中偷鑿葡船。東莞縣白沙巡檢何知道葡船上有幾名華人熟諳鑄槍及製造火藥方法，汪鋐便命何儒假裝賣酒上了葡船，對那幾名華人曉以大義，加以重賞。用小船接他們上岸，命他們照樣製造銅槍和火藥，並用這種自製銅槍向葡船猛轟，葡方傷亡很大。至1522年，中葡再爆發九徑山之戰[1]，明朝軍隊大獲全勝，一舉收復[2]，葡人逐退出屯門。[3][4]
- 1533年，千戶顧晟與海盜許折桂、溫宗善戰於東莞春花洋面（青衣島海域），敗死。[1]
- 1536年：
  - 設南頭寨，管轄洛格、龍船灣、大澳、佛堂門、浪淘灣及浪白6汛地。其中龍船灣、大澳及佛堂門均在香港境內。[1]
  - 大奚山李氏賜田予大地主，督撫姚虞將田歸還給李氏，並頒新安縣令，於大奚山建李氏祠，豎立牌坊「錫田餘業」。[1]
- 1551年，何亞八率夷人洗劫香港鄰近海域，上水人廖重山被擄。[1]
- 1558年，當局取締大埔採珠業。[2]
- 1550-60年，海盜林道乾聚眾擄掠香港沿海各地。[1]
- 1562-66年，禮部主事郭斐編撰《粵大記》，該書〈廣東沿海圖〉中首見「香港」一名。[1]
- 1567-72年，海盜林鳳洗劫香港地區，擄掠大埔鄉民。[1]
- 1573年，香港地區改屬廣州府新安縣。[2]
- 1574年，福建人林雲龍出任官富巡檢。[1]
- 1576年，福建人林廷彩出任官富巡檢。[1]
- 1581年，《蒼梧總督軍門志》刊刻，其中劉堯誨所繪〈全廣海圖〉有「九龍」之名。[1]
- 1583年，福建人葉琦出任官富巡檢。[1]
- 1586年，惠州山賊陳耀圍攻龍躍頭鄉9日，不得乃退。[1]
- 1587年，福建莆田人林禹謨出任官富巡檢。[1]
- 1591年，設南頭參將，汛地增船112艘，派守佛堂門外、九龍、屯門、急水門等海域。[1]
- 1595年，大埔墟建鄧孝子祠。[1]
- 1596年，新安縣大荒，青衣島陳禧捐出1,000個粟米賑災。[1]